# Rundāle
Zámek Rundāle (lotyšsky Rundāles pils, německy Schloss Ruhental nebo Ruhenthal, Ruhendahl) je barokní zámek v Pilsrundāle poblíž městečka Bauska v Lotyšsku, někdejší rezidence rodu Bironů.

## Historie

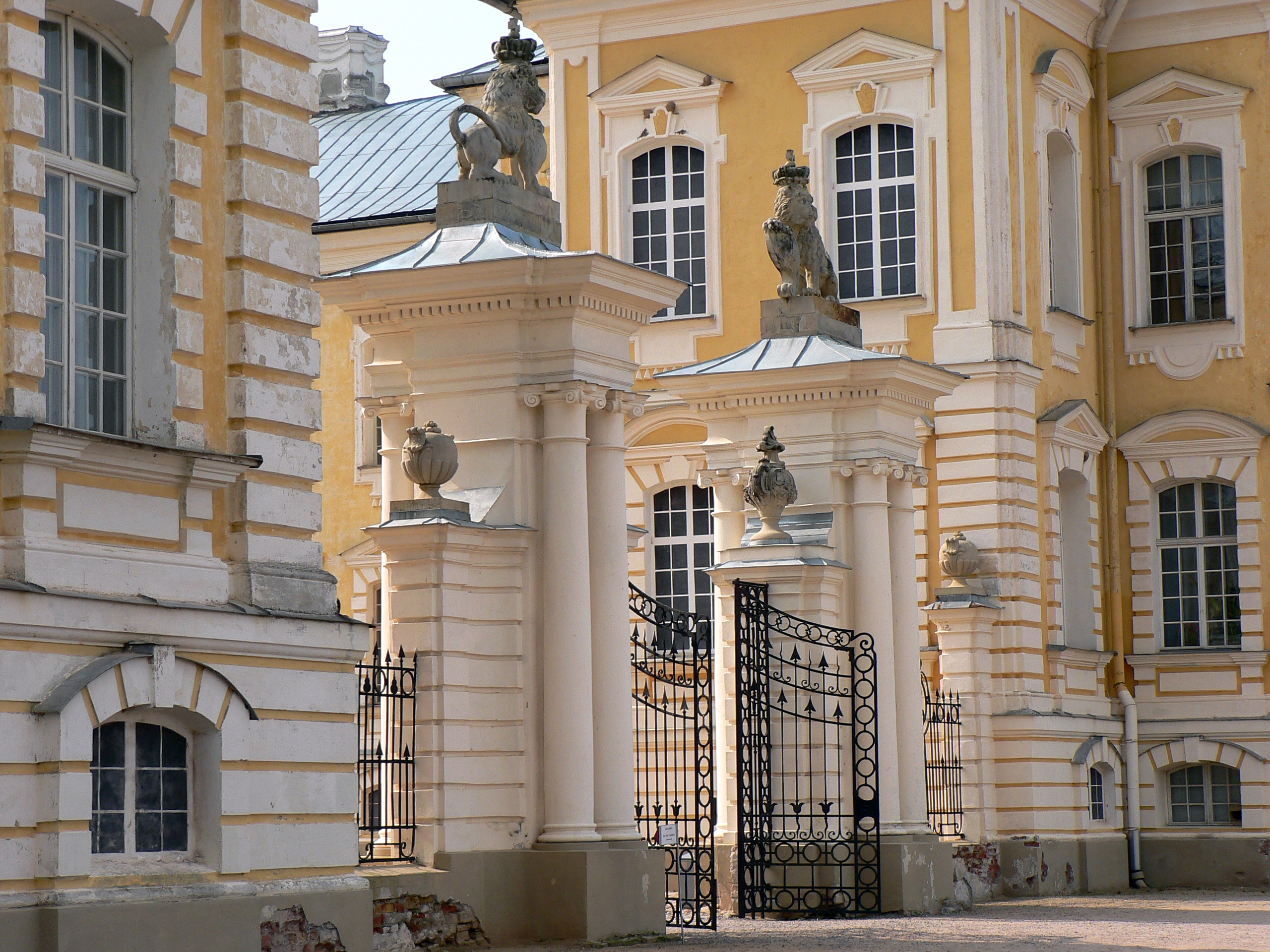
Vstupní brána paláce

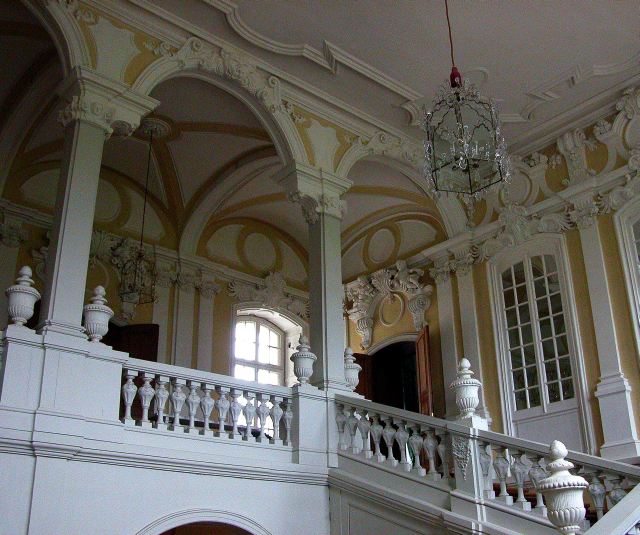

Zámek byl vybudován jako letní sídlo favorita ruské carevny Anny Ivanovny Ernsta Johanna von Birona v barokně-rokokovém stylu podle projektu Bartolomea Rastrelliho, podle předlohy francouzského Versailles. Základní kámen byl položen v roce 1735, stavební práce trvaly do roku 1740. Trojkřídlá dvoupatrová budova má užitnou plochu téměř 7 000 m² a 138 místností a sálů. Zámecký park byl rovněž založen ve francouzském stylu. Ernst Johann užíval zámku jen krátce, po smrti Anny Ivanovny pozbyl všeho majetku a byl vypovězen na Sibiř. Teprve když se ujala moci carevna Kateřina Veliká, získal zámek zpět a v letech 1763–1768 se opět prováděly stavební práce na zámku a především bylo dokončeno vnitřní zařízení.
Po smrti Ernsta Johanna užíval zámek jeho syn Petr Biron až do roku 1795, poté – po Třetím dělení Polska – ho Kateřina Veliká darovala knížeti Valerianu Zubovovi, bratrovi jejího milence Platona Zubova. Po jeho smrti zámek zdědila jeho žena Tekla, jež se poté podruhé provdala za knížete Šuvalova. V držení rodiny Šuvalovů zámek zůstal do roku 1917 a po první světové válce přešel do vlastnictví lotyšského státu; byly zde zřízeny byty a základní škola, v roce 1933 sem bylo přesídleno Lotyšské historické muzeum a bylo započato s renovací. Druhá světová válka na zámku nenapáchala škody, po válce byl však využíván jako obilné silo, čímž došlo k těžkému poškození interiérů. Konečně v roce 1972 zde bylo zřízeno Zámecké muzeum a započaty restaurační práce.
Zámek, po roce 1991 komplexně rekonstruovaný, je jednou z nejkrásnějších šlechtických rezidencí v Lotyšsku – bývá často označován za baltské Versailles. Je zde sídlo zámeckého muzea se stálou expozicí Poklady na zámku Rundāle, která prezentuje umělecké předměty Evropy a východu z období před čtyřmi staletími – nábytek, porcelán, stříbro, obrazy aj. Výstava Dům Bironů je věnována osudům rodiny prvního zámeckého pána.
V současnosti jsou zde také ubytovávány státní návštěvy.